# 張玉峰
張 玉峰（ちょう ぎょくほう、ザン・ユフェン、Zhang Yufeng　1977年2月9日 -）は中華人民共和国出身の元野球選手。右投右打。ポジションは遊撃手。現在は上海レッドイーグルスで監督を務めている。

## 来歴・プレースタイル
中国では高校や大学で初めて野球に触れることが多い中、彼は10歳の時に国外の留学経験があるコーチと出会い、野球を始めた。
中日ドラゴンズのキャンプにも参加したことがあり、「守りなら日本でも通用する」という関係者の評価もあった。
2005年に中国野球リーグで三冠王に輝いたこともある打力に俊足、中国一の内野守備を兼ね備え、中国代表の中心選手として活躍した。
多くの代表経験があり、2006年のワールドベースボールクラシック中国代表にも選出され、主将を務めた。2008年から所属チームの監督も兼ねプレイングマネージャーとしてプレーした。北京五輪にも出場を果たし第2回WBC出場、第3回WBCではコーチ兼任として出場。